# Liutberga da Lombardia
Liutberga da Lombardia (?-?), foi uma duquesa da Baviera por casamento com Tassilo III , o último duque agilofingo da Baviera, e filha de Desidério da Lombard e Ansa. Além de irmã de Desiderata da Lombardia, a primeira esposa oficial de carlos magno, repudiada antes de 771 por uma causa de esterilidade.

## Genealogia
```
 Forógra─ X
Forógra─ 
Desidério da Lombardia
 (
756
-† ap.
774
), 
duque da Toscana
, 
rei dos Lombardos
 (-
774
). 
│ └─ X
│

Liutberga da Lombardia

│
│ Forógra─ X
└─ 
Ansa
 (?-?). 
 └─ X
```

```
Liutberge da Lombardia

 o desp. 
Tassilão III da Baviera
 (ver Agilolfing)
```